# Препород (политичка странка у Француској)
Препород (фр. Renaissance, РЕ, RE), раније Република у покрету (фр. La République En Marche, РУП, LREM), либерална је политичка странка у Француској.
Препород прихвата глобализацију и жели да „модернизује и морализује” политику у Француској, комбинујући социјални и економски либерализам. Покрет углавном прихвата чланове из других странака по вишој стопи од других политичких странака у Француској и не намеће никакве накнаде члановима који желе да се придруже. Странка, која се у Француској сматра проевропском, чланица је парламентарне групе Обновимо Европу од јуна 2019. године.
Странка је 2022. године променила име из Република у покрету у Препород.

## Резултати на изборима

### Председнички избори
| Година | Кандидат       | Први круг | Први круг | Први круг | Други круг | Други круг | Други круг |
| Година | Кандидат       | Гласови   | %         | Место     | Гласови    | %          | Место      |
| ------ | -------------- | --------- | --------- | --------- | ---------- | ---------- | ---------- |
| 2017.  | Емануел Макрон | 8.656.346 | 24,01     | 1.        | 20.743.128 | 66,10      | 1.         |
| 2022.  | Емануел Макрон | 9.783.058 | 27,85     | 1.        | 18.779.641 | 58,54      | 1.         |

### Парламентарни избори
| Година | Први круг | Први круг | Други круг | Други круг | Мандати   | +/− | Место (мандати) | Влада               |
| Година | Гласови   | %         | Гласови    | %          | Мандати   | +/− | Место (мандати) | Влада               |
| ------ | --------- | --------- | ---------- | ---------- | --------- | --- | --------------- | ------------------- |
| 2017.  | 6.391.269 | 28,21     | 7.826.245  | 43,06      | 308 / 577 | 308 | 1.              | председничка већина |
| 2022.  |           |           |            |            | 156 / 577 |     |                 |                     |

### Европски парламент
| Година | Гласови   | %     | Место | Мандати листе | +/- | Мандати странке | +/− |
| ------ | --------- | ----- | ----- | ------------- | --- | --------------- | --- |
| 2019.  | 5.079.015 | 22,42 | 2.    | 23 / 79       | 23  | 11 / 79         | 11  |